# ファイユーム県
ファイユーム県（ファイユームけん、アラビア語: محافظة الفيوم、英: Faiyum Governorate）は、エジプト中部の県。県都は首都カイロから南西に130km離れたファイユーム。人口は2006年の時点で251万2792人。現知事は、ハーゼム・アティーヤッラー。

## 概要
ファイユーム盆地はナイルの支流がカールーン湖に注ぎ込む関係でナイルの洪水の恵みを受け、肥沃な土地と豊富な水に恵まれるファイユーム・オアシスを形成している。そのため古代エジプト時代より文明が栄え、エジプト中王国時代には多数のピラミッドが作られるなど遺跡も数多い。

## 地理
ナイル川河谷からやや離れたカールーン湖周辺に広がるファイユーム盆地を県域とする。

## 隣接する県
- ギーザ県
- ベニ・スエフ県